# إبراهام بلومارت
ابراهام بلومارت (1566-27 يناير 1651) هو رسام هولندي ومصمم مطبوعات نقش وحفر. وهو واحد من اتباع مدرسة هارلم المارينزيمية (وهو اسلوب فني مميز يقوم علي ظهور الأشياء للعين وفقا لبعدها النسبي)
ومع حلول القرن الجديد قام بلومارت بتغيير اسلوبة لكي يتلائم مع الاتجاهات الباروكية الجديدة وقد شارك في رسم معظم موضوعات التاريخ وبعض المناظر الطبيعية.

## حياته
ولد بلومارت في مدينة جورينشيم وهو ابن المهندس المعماري كورنيليس بلومارت الأول والذي انتقل بعائلتة في عام 1575 الي اوتريخت حيث كان ابراهام في البداية تلميذا لجيريت سبلنتر (تلميذ فرانس فلوريس) جو دي بيير ومنذ بلوغة عامة الخامس عشر أو السادس عشر قضي ابراهام 3 اعوام في باريس منذ 1581 الي 1583 حيث تتلمذ لمدة 6 اسابيع علي يد جين باسو (والذي يحتمل ان يكون ابن عم جين الأصغر) ثم تتلمذ علي يدa Maistre Herry وقد تلقي المزيد من التدريب في كلية فونتينبلو علي يد رفيق مدينتة هيرو نيموس ثم عاد الي اوتريخت في عام 1583 قبل وقت قصير من بداية اندلاع الحروب الدينية الفرنسية والتي دمرت الكثير من الأعمال الفنية بقلعة فونتينلو. وقد رافق ابراهام والدة الذي عين مهندسا معماريا لمدينة امستردام عام 1591 حتي وافتة المنية عام 1593 ثم عاد بعد ذلك نهائيا الي اوتريخت حيث اقام ورشة اعمالة. وفي عام 1594 أصبح عميدا لرابطة zadelaarsgilde«وهي الاسم التقليدي لرابطة القديس لوقا باوتريخت والذي أطلق عليهاهذا الاسم منذ 1367 الي مابعد». وفي عام 1611 كان ابراهام أحد مؤسسي رابطة الرسامين الجدد باوتريخت (والمعروفة برابطة سانت لوكاس)جنبا الي جنب مع باولس موريلس والتي أصبح ابراهام عميدا لها في عام 1618 وتعد الكثير من أعمال بلومارت الفنية هي بمثابة تكليف من قبل الكنائس السرية الكاثوليكية باوترخت وقد توفي ابراهام بلومارت في مدينة اوترخت.

## عمله
برع بلومارت كثيرا في كونة رساما أكثر من كونة مصمم حيث كانت اعمالة مثمرة للغاية فقد كان يقوم برسم وحفر صور تاريخية ورمزية ومناظر طبيعية وطبيعة صامتة وصور حيوانات واجزاء زهور. وفي العقد الأول من القرن السابع عشر بدأ بلومارت في تشكيل لوحات مناظر طبيعية تحوي اكواخ مهدمة ذات شكل معبر بالإضافة الي عوامل اخري متعلقة بالرعي. وقد لعبت الشخصيات الدينية والاسطورية دورا ثانويا في تلك الأعمال في حين ظلت الحياة الريفية هي الموضوع المفضل لدي بلومارت والتي اهتم بتصويرها علي نحو أكثر طبيعية وقد هيمن علي اعمالة عناصر من الحياة مثل البيوت القروية وابراج الحمام والأشجار وعند عودتة الي الاستديو الخاص به كان يقوم بدمج تلك العناصر الي مشاهد تخيلية مركبة
وكان من بين تلاميذة الكثيرون ابناءة الاربعة هندريك وفردريك وكورنليس وادريان والذ حقق جميعهم سمعة واسعة كرسامين ومحترفي نقش

## معرض الصور

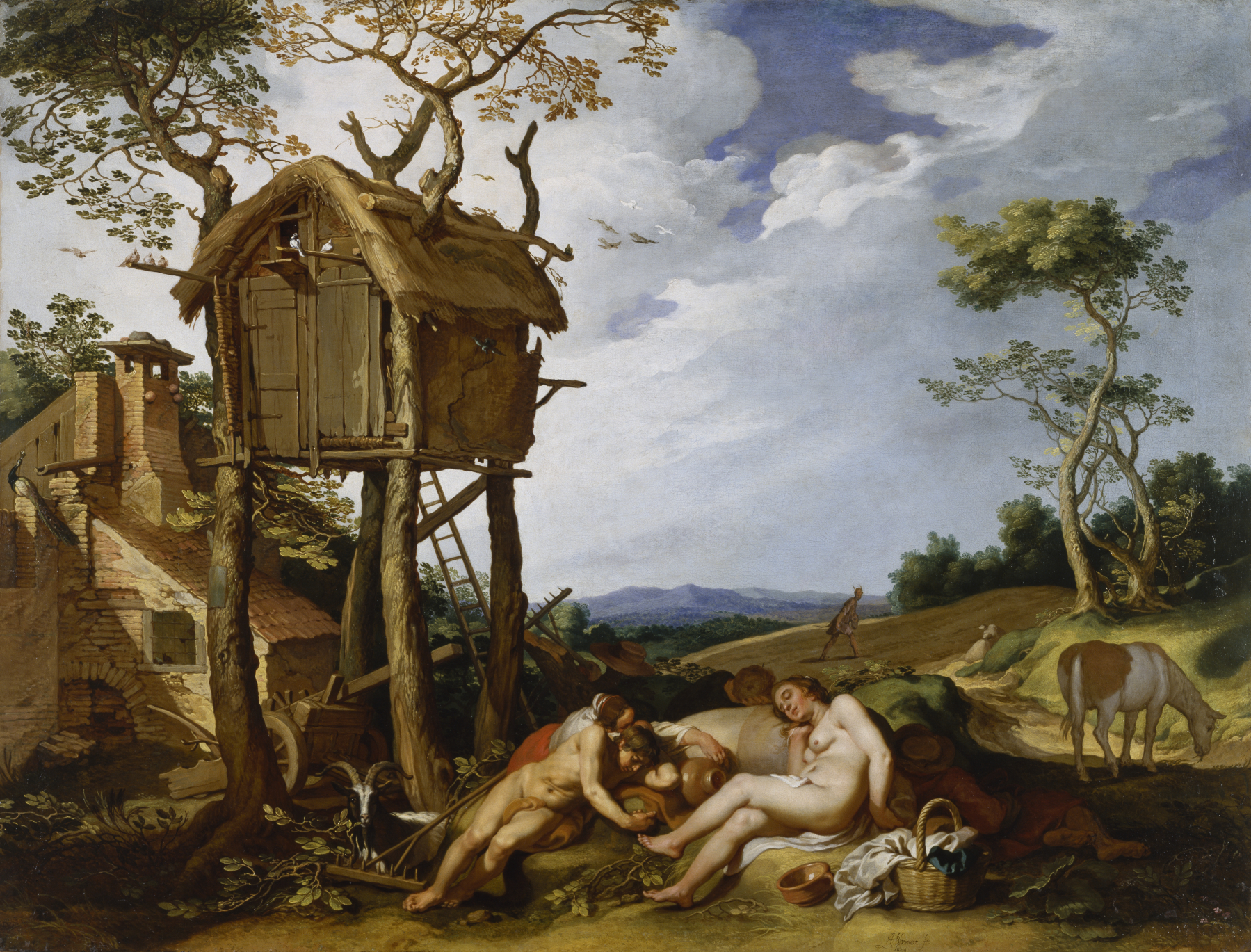
Parable of the Wheat and the Tares, 1624
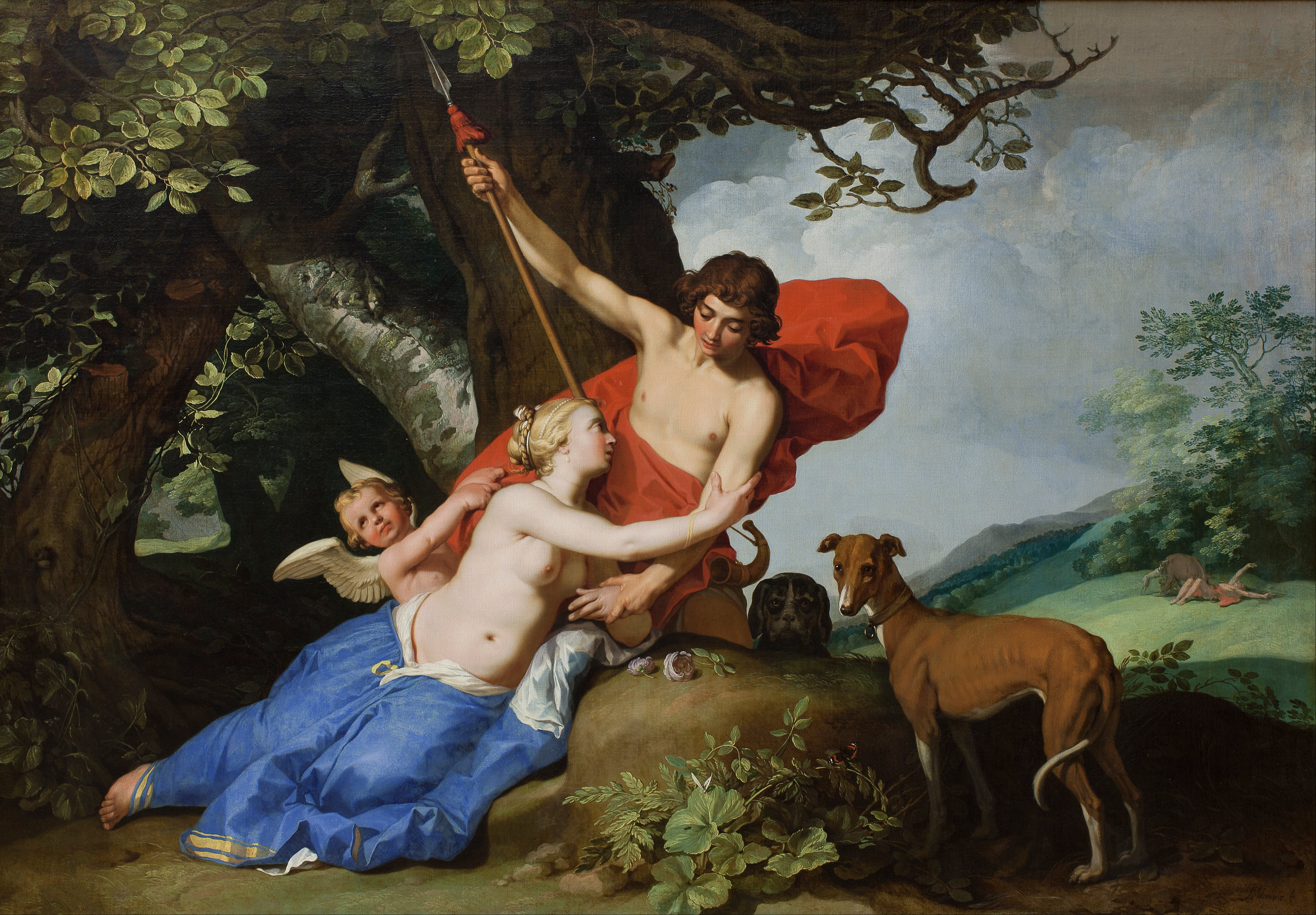
Venus and Adonis, 1632
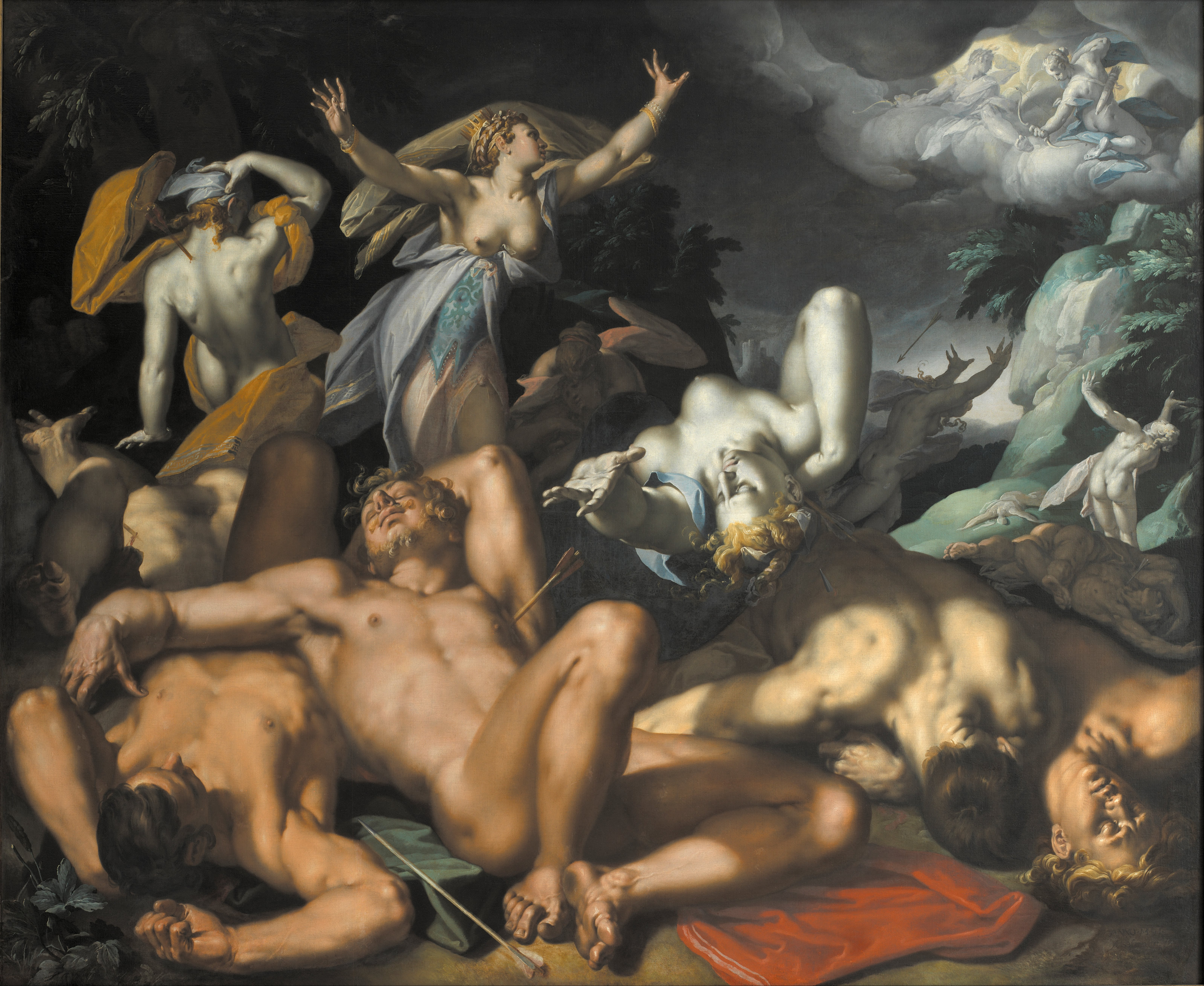
نيوبي (ميثولوجيا) mourning her children, 1591
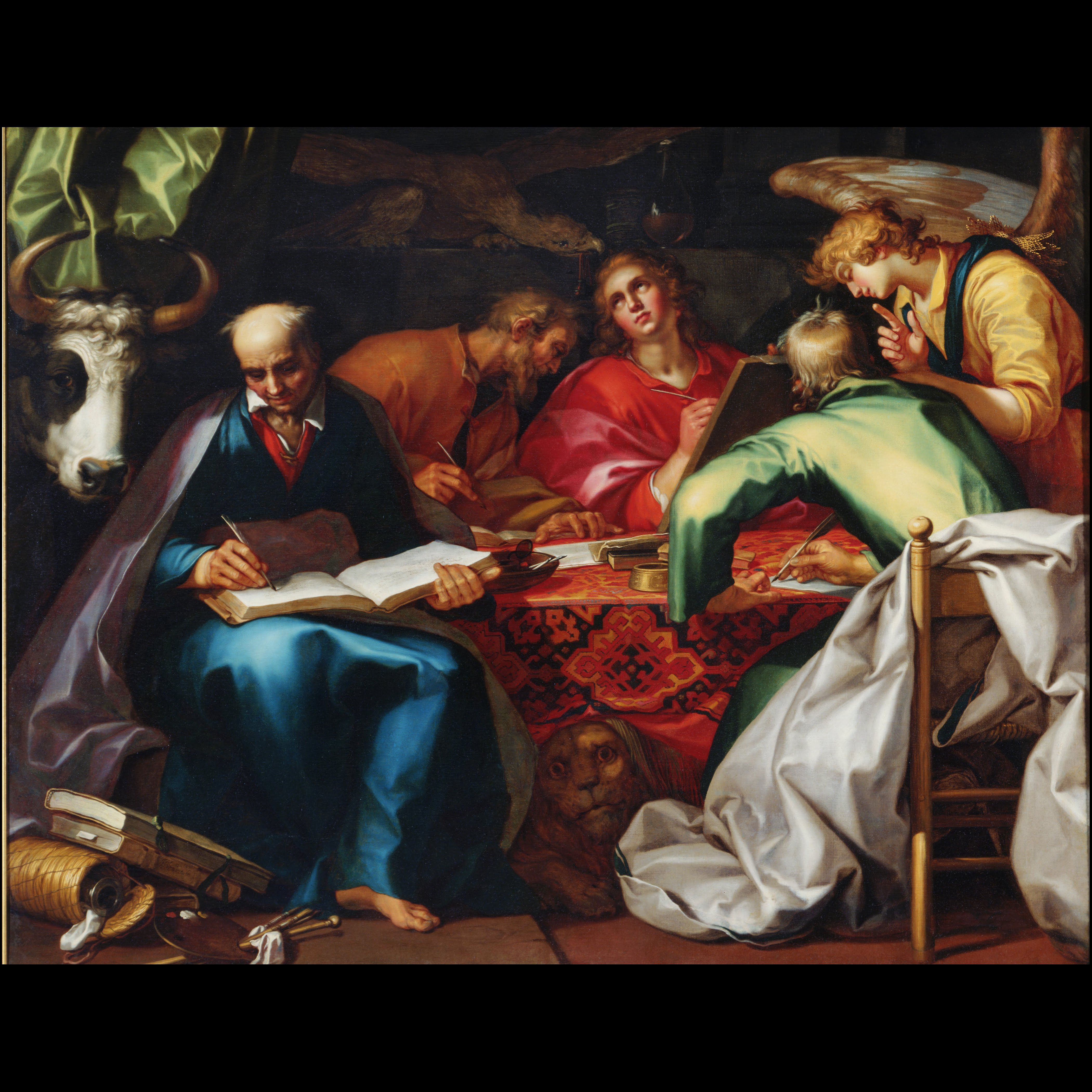
The مؤلفي الأناجيل الأربعة, 1615
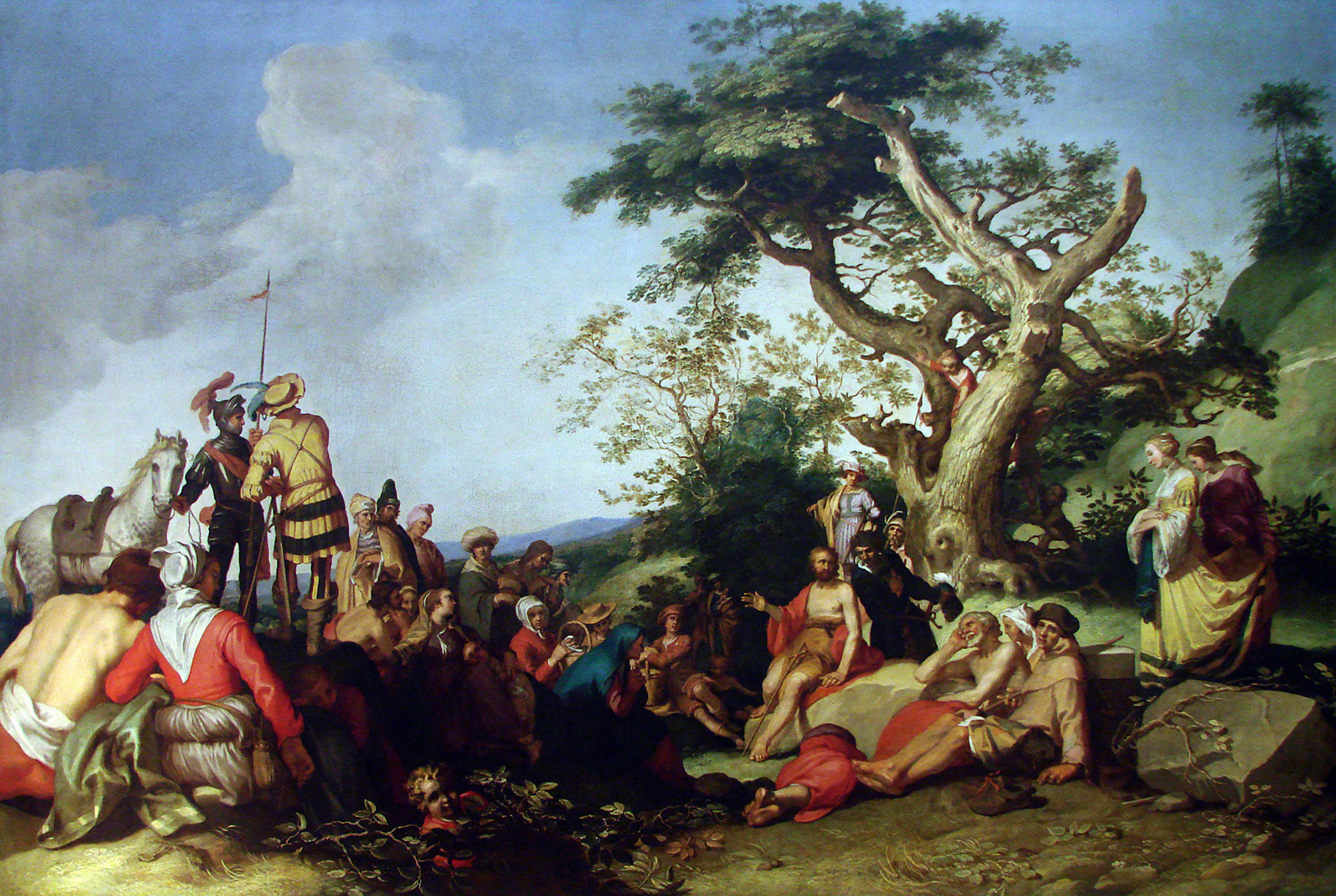
يوحنا المعمدان preaching, c. 1620
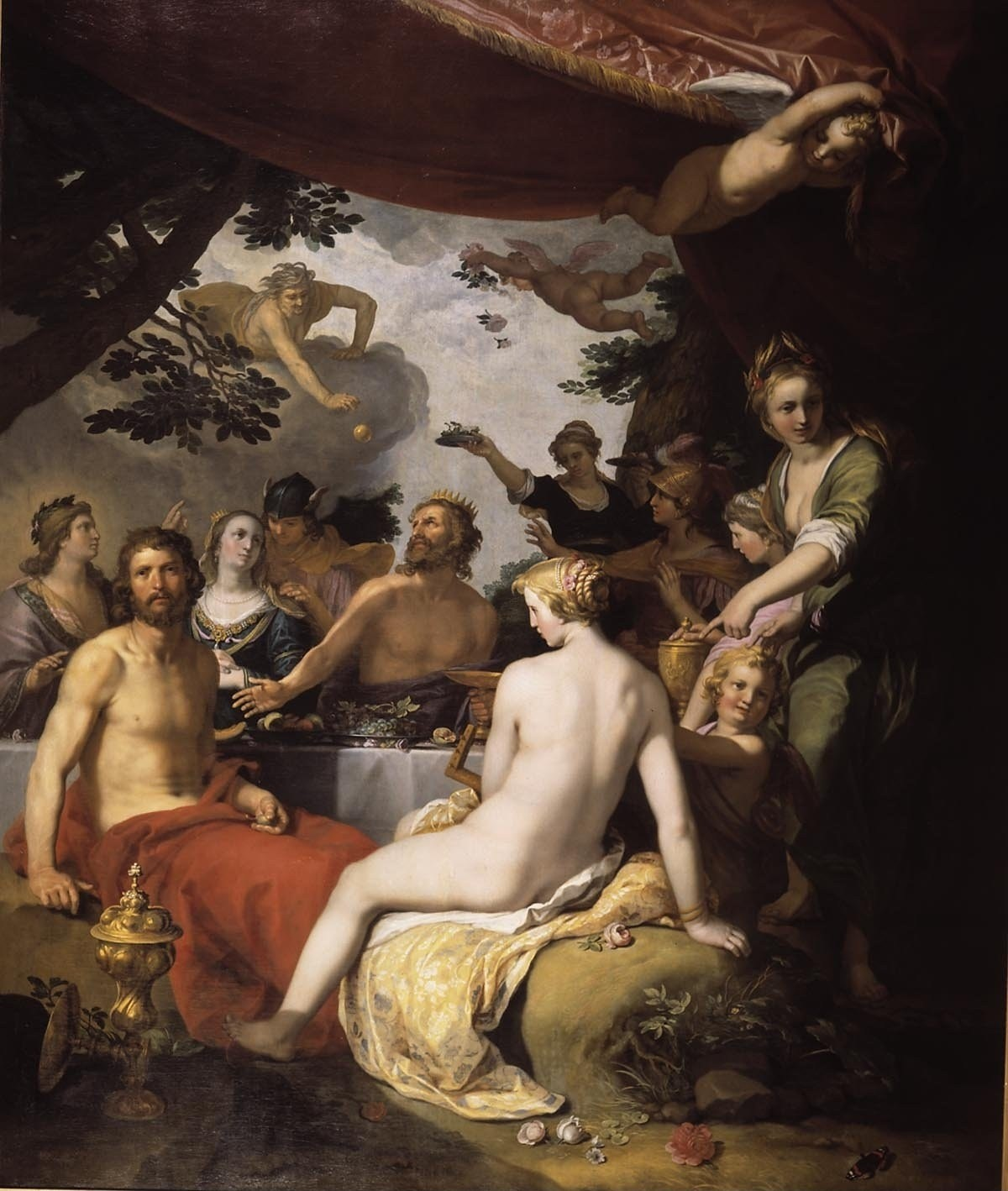
Feast of the Gods at the wedding of بيليوس and ثتيس, 1638 (ماورتشهاوس, 17)

## روابط خارجية
- إبراهام بلومارت على موقع الموسوعة البريطانية (الإنجليزية)
- إبراهام بلومارت على موقع ديسكوغز (الإنجليزية)